# Leucon michaeli
Leucon michaeli är en kräftdjursart som beskrevs av Petrescu 1993. Leucon michaeli ingår i släktet Leucon och familjen Leuconidae. Inga underarter finns listade i Catalogue of Life.